# 池尻駅
池尻駅（いけじりえき）は、福岡県田川郡川崎町大字池尻にある、九州旅客鉄道（JR九州）日田彦山線の駅である。

## 歴史

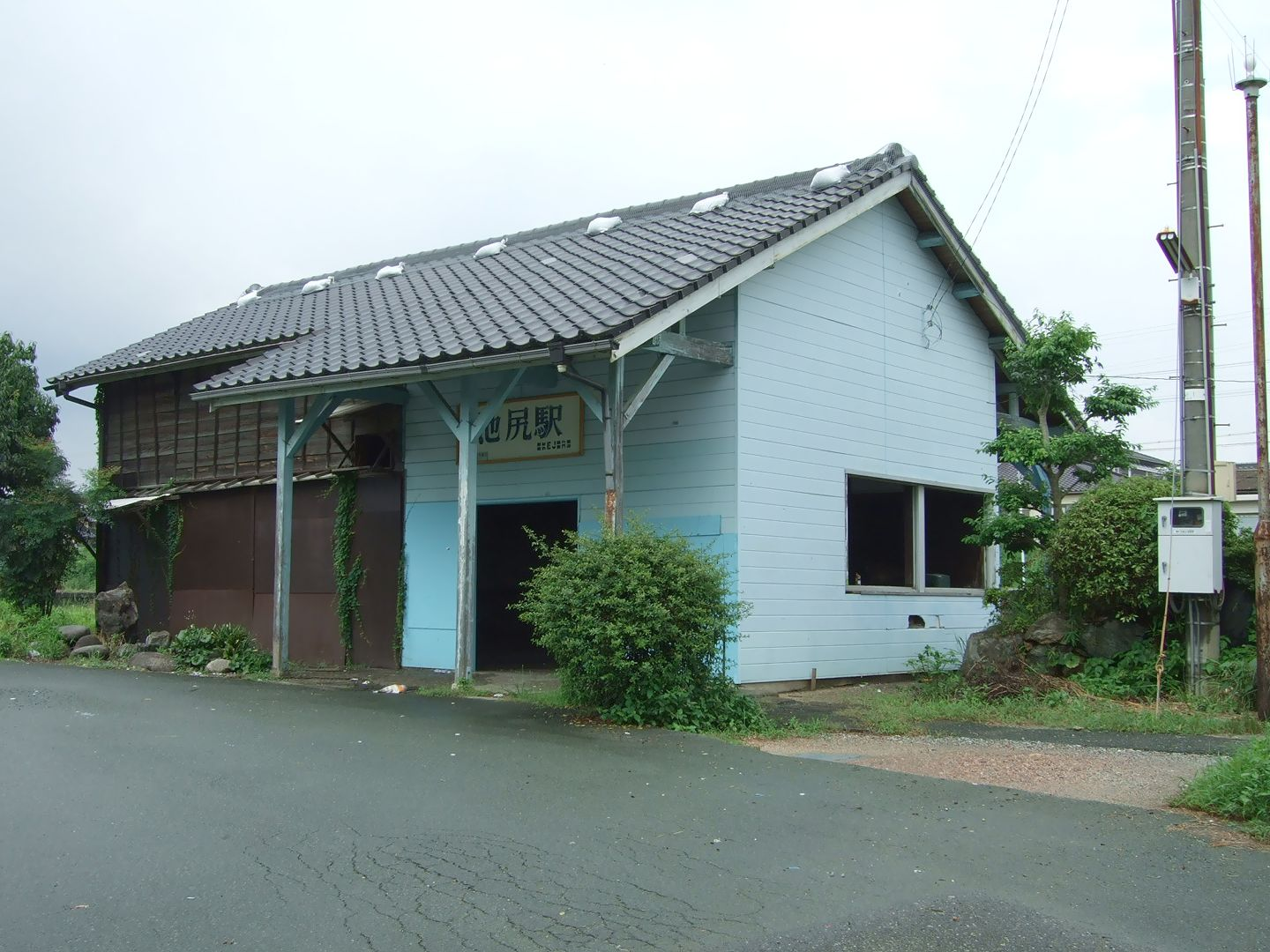
かつてあった木造駅舎（2008年9月）

- 1899年（明治32年）7月10日：豊州鉄道の駅として後藤寺（現・田川後藤寺） - 川崎（現・豊前川崎）間開業にあわせて開設[1]。
- 1901年（明治34年）9月3日：九州鉄道が買収[2]。
- 1907年（明治40年）7月1日：国有化[3]。
- 1972年（昭和47年）4月1日：荷物扱い廃止[4]。旅客の取り扱いについては駅員無配置駅となる[5]。
- 1982年（昭和57年）11月15日：貨物取扱廃止[6]。
- 1987年（昭和62年）4月1日：国鉄分割民営化により九州旅客鉄道が承継[7]。
- 2018年快速の停車駅になる。（同時に一本松駅と西添田も停車駅になる。）

## 駅構造
島式ホーム1面2線を有し列車交換が可能な地上駅で無人駅。構内踏切で連絡している。古くからの木造駅舎があり、出札口や窓などは全て板打ちされ駅舎もやや荒れていたが、2008年に取り壊され、上屋付きのベンチが新築された。
一線スルー化されているが、2018年3月時点のダイヤでは方向別にホームを使い分けている。
以前は、周囲にあった炭鉱への引き込み線が何本か存在した。その名残で、構内は中間駅にしては広い。

### のりば
| のりば | 路線        | 方向 | 行先                 |
| ------ | ----------- | ---- | -------------------- |
| 1      | ■日田彦山線 | 上り | 田川後藤寺・小倉方面 |
| 2      | ■日田彦山線 | 下り | 添田行き             |

## 駅周辺
川崎町の北部に位置する。駅の西側を福岡県道95号添田赤池線が日田彦山線に並行する形で通る。周囲は民家が多く、小さいがまとまった集落を形成している。
- 福岡県道95号添田赤池線
- 川崎町立池尻小学校
- 池尻校区防犯協議会連絡所（旧池尻交番の建物を利用している）
- 安藤商会
- 大石神社
- 川崎町立池尻中学校
- 味自慢ふくちゃん
- 高下自動車商会
- 本格炉端焼き田中屋
- 理容ミヤザキ
- 酒場のみ介
- レストラン＆デザートショップキッチンTAKASE
- 喫茶伽羅
- うちだ屋
- 医療法人池尻診療所
- 田中整形外科
- ソフトバンク田川川崎店
- ラッキー石油
- むさし整骨院
- 池尻郵便局
- コスモス薬品川崎店
- 竹内産業
- スーパー川食池尻店

### バス路線
県道95号線上の西鉄バス筑豊「東洋団地入口」バス停が最寄り。川崎町中心部・田川市（後藤寺バスセンター）・添田町方面に運行している。

## 隣の駅
九州旅客鉄道（JR九州）
■日田彦山線
■快速（上り1本のみ運転）・■普通
田川後藤寺駅 (JI14) - 池尻駅 - 豊前川崎駅